# Карнавка

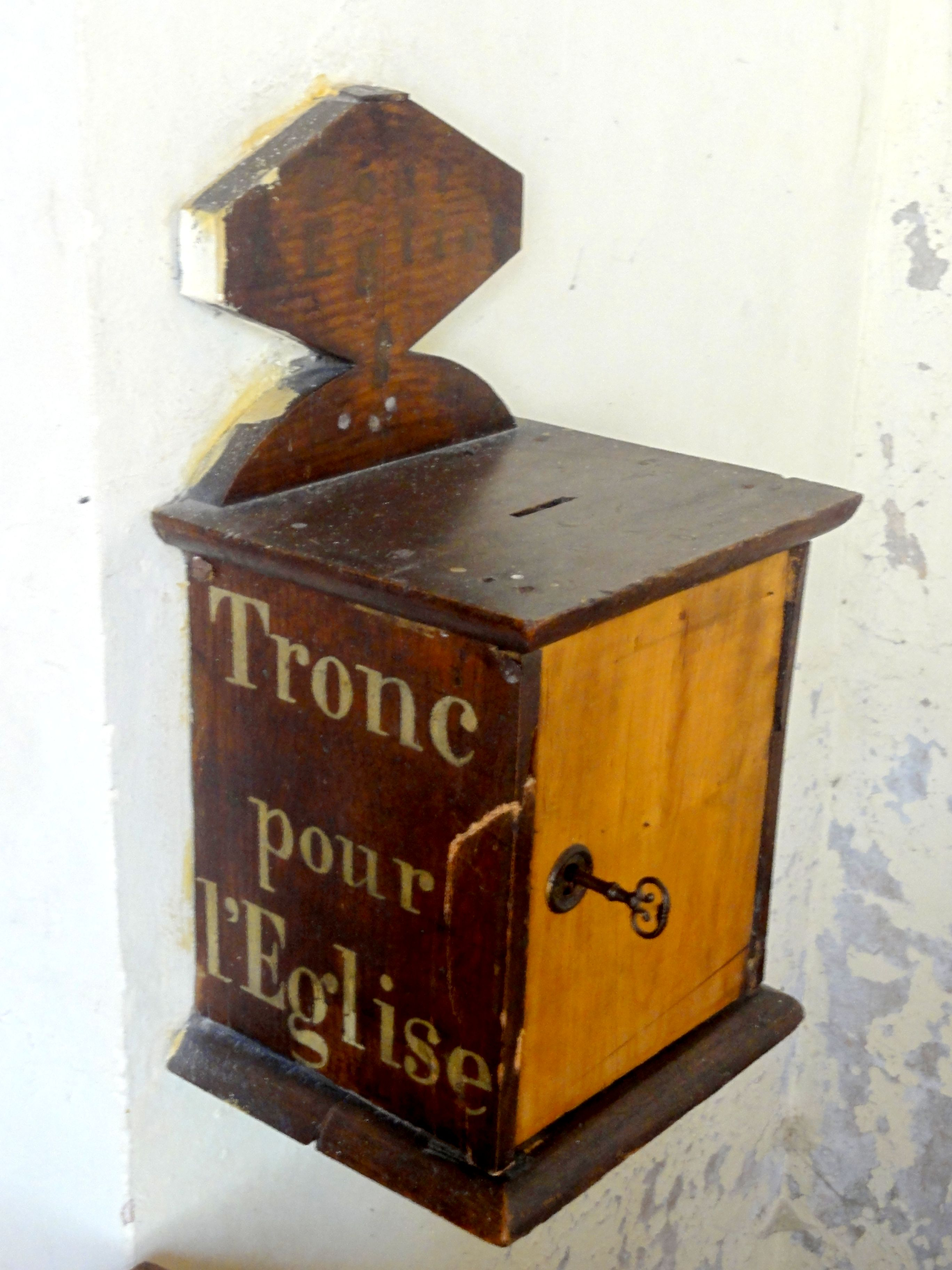
Карнавка в церкві Лукіана Бельгійського, Монмілль, Фукені, Франція

Карна́вка (староцерк.-слов. корьнава, каръвана від грец. κορβανας), скарбо́на — металева закрита коробка з отвором у кришці для збирання грошей (милостині), встановлювана переважно в церкві. Зібрані кошти призначаються для потреб церкви чи для допомоги нужденним мирянам.
Використовувалися з дуже давніх часів. У 2-й книзі царств 12:9 описується скринька для приношень до Єрусалимського храму: «І взяв священик Єгояда одну скриньку, і продовбав дірку на віку її, і поставив її при жертівнику праворуч, як входити до Господнього дому. І давали туди священики, що стерегли порога, усе срібло, що приносилося до Господнього дому».